# Wim Peters
Willem „Wim” Peters (ur. 5 lipca 1903 w Meppel, zm. 30 marca 1995 w Zwolle) – holenderski lekkoatleta trójskoczek, mistrz Europy z 1934.
Peters trzykrotnie startował na igrzyskach olimpijskich. W 1924 w Paryżu zajął w eliminacjach 11. miejsce i nie wszedł do finału. 4 lipca 1927 w Londynie skoczył na odległość 15,48 m, co było wyrównaniem rekordu Europy (należącego od 1923 do Vilho Tuulosa). Wynik ten przetrwał jako rekord Holandii do 1963. Na igrzyskach olimpijskich w 1928 w Amsterdamie Peters był faworytem, ale miał trudności z trafieniem w belkę i ostatecznie zajął 7. miejsce. Na igrzyskach olimpijskich w 1932 w Los Angeles był piąty.
Zwyciężył na mistrzostwach Europy w 1934 w Turynie rezultatem 14,89 m, wyprzedzając Erica Svenssona ze Szwecji i Onniego Rajasaariego z Finlandii.
16 razy zdobywał mistrzostwo Holandii w trójskoku: w latach 1924-1930 i 1934-1942.